# Campionato mondiale di scherma 1951
Il Campionato mondiale di scherma del 1951 si è svolto a Stoccolma, in Svezia.
Sono stati assegnati 2 titoli femminili e 6 titoli maschili:
- femminile
  - fioretto individuale
  - fioretto a squadre
- maschile
  - fioretto individuale
  - fioretto a squadre
  - sciabola individuale
  - sciabola a squadre
  - spada individuale
  - spada a squadre

## Risultati

### Uomini
| Evento                          | Oro                                                                                             | Argento | Bronzo |
| Spada                           |                                                                                                 | | |
| Spada individuale (dettagli)    | Edoardo Mangiarotti                                                                             | Carlo Pavesi | Sven Fahlman                                                                                                  |
| Spada a squadre (dettagli)      | Francia Alain Besseche René Bougnol Jacques Coutrot Daniel Dagallier Armand Mouyal Armand Simon | Italia Roberto Battaglia Dario Mangiarotti Mario Mangiarotti Fiorenzo Marini Carlo Pavesi                        | Svezia Per Carleson Sven Fahlman Carl Forssell Rolf Julin Bengt Ljungquist Berndt-Otto Rehbinder              |
| Fioretto                        |                                                                                                 | | |
| Fioretto individuale (dettagli) | Manlio Di Rosa                                                                                  | Edoardo Mangiarotti                                                                                              | Jéhan Buhan                                                                                                   |
| Fioretto a squadre (dettagli)   | Francia René Bougnol Jéhan Buhan Christian d'Oriola Jacques Lataste Claude Netter Adrien Rommel | Italia Giancarlo Bergamini Manlio Di Rosa Edoardo Mangiarotti Alessandro Mirandoli Renzo Nostini Giorgio Pellini | Egitto Osman Abdel Hafeez Farid Abou-Shadi Salah Dessouki Hassan Hosni Tawfik Mahmoud Younes Mohamed Zulficar |
| Sciabola                        |                                                                                                 | | |
| Sciabola individuale (dettagli) | Aladár Gerevich                                                                                 | Pál Kovács | Gastone Darè                                                                                                  |
| Sciabola a squadre (dettagli)   | Ungheria Tibor Berczelly Aladár Gerevich Pál Kovács Endre Palócz Károly Pesthy László Rajcsányi | Italia Gastone Darè Roberto Ferrari Renzo Nostini Vincenzo Pinton Mauro Racca Vittorio Stagni                    | Belgio Gustave Balister Jean Henriet François Heywaert Ferdinand Jassogne Marcel Van Der Auwera Édouard Yves  |

### Donne
| Evento                          | Oro | Argento                                                                                    | Bronzo                                                                                         |
| Fioretto                        | |                                                                                            |                                                                                                |
| Fioretto individuale (dettagli) | Ilona Elek                                                                                               | Karen Lachmann                                                                             | Magdolna Nyári                                                                                 |
| Fioretto a squadre (dettagli)   | Francia Jacqueline Baudot Odette Drand Renée Garilhe Françoise Gouny Lylian Guyonneau Therese Sanlaville | Ungheria Ilona Elek Margit Elek Katalin Horváth Magdolna Nyári Ilona Sákovics Ilona Vargha | Danimarca Ella Dam-Larsen Solveig Jørgensen Edith Knudsen Kate Mahaut Grete Olsen Ulla Barding |

## Medagliere
| Posizione | Nazione   |   |   |   | Totale |
| --------- | --------- | - | - | - | ------ |
| 1         | Ungheria  | 3 | 2 | 1 | 6      |
| 2         | Francia   | 3 | 0 | 1 | 4      |
| 3         | Italia    | 2 | 5 | 1 | 8      |
| 4         | Danimarca | 0 | 1 | 1 | 2      |
| 5         | Svezia    | 0 | 0 | 2 | 2      |
| 6         | Belgio    | 0 | 0 | 1 | 1      |
| 6         | Egitto    | 0 | 0 | 1 | 1      |
| Totale    | Totale    | 8 | 8 | 8 | 24     |